# إكسورة إبرية الأزهار
إكسورة إبرية الأزهار (الاسم العلمي:Ixora aciculiflora) هي نوع من النباتات تتبع جنس الإكسورة من الفصيلة الفوية.